# Paraíba do Sul (kommun)
Paraíba do Sul är en kommun i Brasilien.   Den ligger i delstaten Rio de Janeiro, i den sydöstra delen av landet, 900 km sydost om huvudstaden Brasília. Antalet invånare är 41 088.
Följande samhällen finns i Paraíba do Sul:
- Paraíba do Sul

Omgivningarna runt Paraíba do Sul är huvudsakligen savann. Runt Paraíba do Sul är det glesbefolkat, med 17 invånare per kvadratkilometer.